# 华沙大学
52°14′25″N 21°1′9″E / 52.24028°N 21.01917°E
华沙大学（波蘭語：Uniwersytet Warszawski），波兰最大的大学，被《泰晤士高等教育》于2006年评为世界500强大学之一，2007年被波兰报纸评为波兰最好的高校。2016年英国泰晤士大学排名将华沙大学列为“欧洲最好的100所大学”中，并将其列为第61位。

## 历史

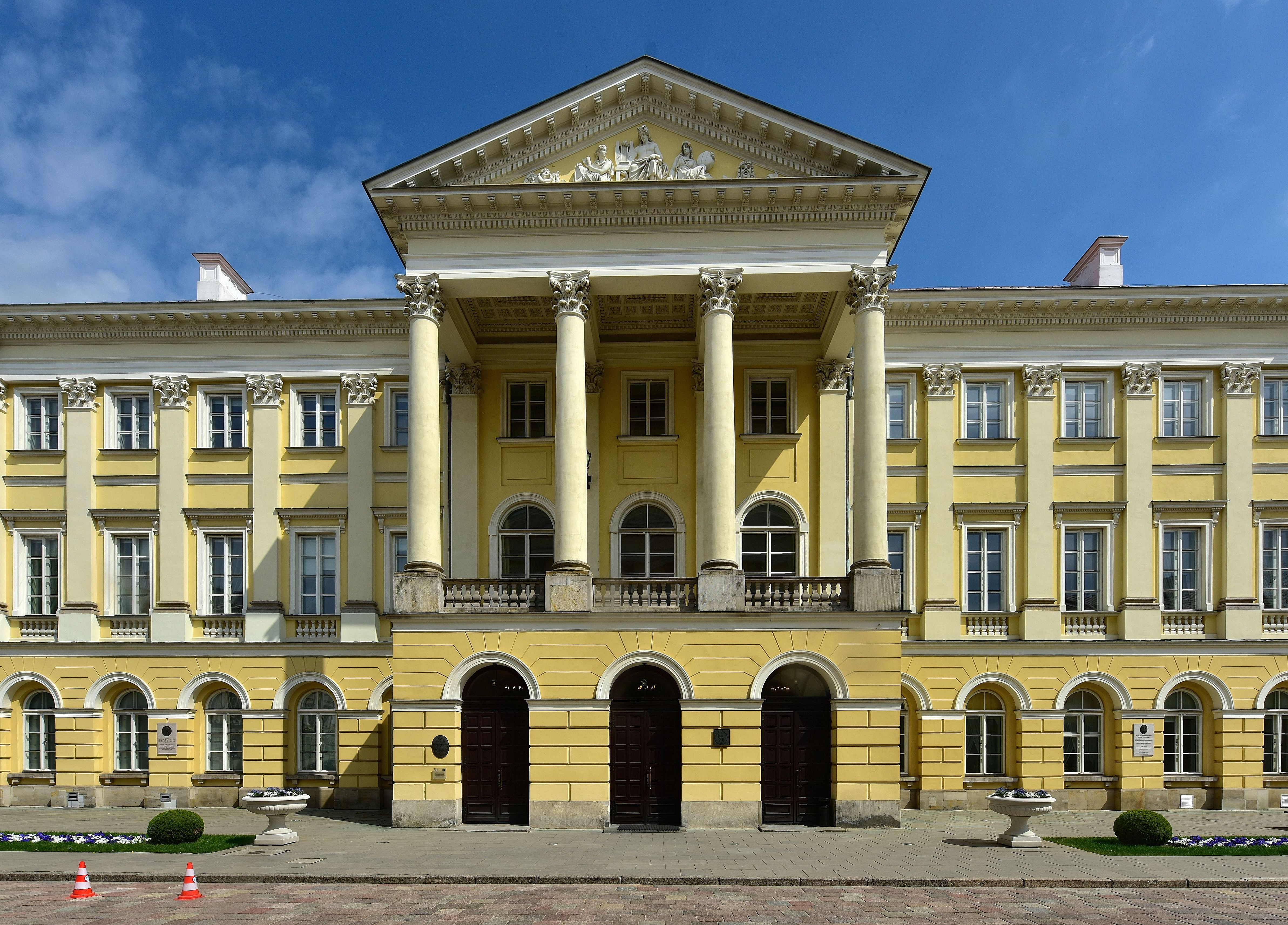
卡齐米耶佐夫斯基宫

华沙大学是波兰最大的高等学府。华沙大学的历史与跌宕的波兰历史及作为首都的华沙历史紧密相连。建立于1816年的华沙大学是由1766年建立的华沙军校、1808年建立的法律学校和1809年建立的医学院合并而成。
18世纪沙皇俄国、普鲁士及奥地利瓜分波兰，亚历山大一世授旨建立华沙大学。华大校徽－一个古老的头戴皇冠的波兰鹰，校徽上的五颗星分别代表当时的五大学科系：神学、法学、医学、哲学及自由艺术。1830年至1856年沙皇政府关闭了大学。1870年大学重开，沙皇控制下的大学中很多员工来自俄国。第一次世界大战期间，德军占领机构同意在华沙建立波兰的高等学府。华沙大学自此成为波兰第一个合法的国家学术机构。自1915至1918年学生人数从1000人发展到4500人。
1918年波兰独立后，大学得以实现其成立以来最大的思想自由。到二十世纪三十年代，华大已经发展到拥有员工250人、学生10000人。二战期间，华大成了纳粹的军营，约有162名教工、30名行政人员失去生命，60%的建筑被毁。1945年12月，大学再次重开，成为斯大林变革的中心。

## 科研和机构
作为波兰最大的高等学府，华大已与五大洲47个国家的128所高校建立合作关系。其中与欧洲各国的79所高校、北美各国的8所高校、南美的18所高校及亚洲的18所高校保持科研合作交流。
大学校长及四位副校长是经过选举产生的。学术参议院是大学的管理机构，由系主任、教授代表、学生及员工代表组成。大学的学位授予给在不同程度上获取成绩的学生，分别为文学及理学学士、文学及理学硕士、工商管理硕士、哲学博士及博士后学位。自建校以来，华沙大学不仅是波兰的政治文化中心，也被公认为世界主要的学术中心。
华沙大学是波兰最大的学术研究中心，拥有全国最先进的研究机构，如华沙大学国际关系研究院为波兰全国第一个研究国际关系的智库研究机构，华沙大学跨学院人文科学研究中心为全国独有的多学科人文研究机构。

### 院系设置
- 博雅（Liberal Arts）学院
- 应用语言学学院
- 应用社会科学与再社会化学院
- 生物学学院
- 化学学院
- 经济科学学院
- 教育学院
- 地理与区域研究学院
- 地质学学院
- 历史学院
- 法律与行政学院
- 新闻学、信息学和文献学学院
- 管理学院
- 数学、信息学和力学学院
- 现代语言学院
- 东方学学院
- 哲学与社会学学院
- 物理学院
- 政治科学与国际研究学院
- 波兰研究学院
- 心理学学院

### 科研机构
- 美国研究中心（American Studies Center）
- 英国研究中心（British Studies Centre）
- 欧洲地区研究中心（Centre for European Regional and Local Studies EUROREG）
- 华沙大学国际关系研究院（Institute of International Relations）
- 社会研究院（The Robert B. Zajonc Institute for Social Studies）
- 跨学院环境保护学习项目（Inter-faculty Study Programme in Environmental Protection）
- 多学科行为科学研究中心（Interdisciplinary Centre for Behavioural Genetics）

## 著名校友
- 弗雷德里克·肖邦，波兰作曲家，钢琴家，浪漫主义音乐的代表人物之一。
- 亨利·显克微支，波蘭文學家，1905年諾貝爾文學獎得主。
- 奧爾嘉·朵卡萩，波蘭文學家，2018年諾貝爾文學獎得主。
- 梅纳赫姆·贝京，以色列前总理，1978年诺贝尔和平奖得主。
- 约瑟夫·罗特布拉特，物理学家，社会活动家，1995年诺贝尔和平奖得主。
- 伊扎克·沙米尔，以色列前总理。
- 马尔辛·伊文斯基，CD Projekt創始人之一。
- 马雷克·卡明斯基，探險家。